# 大油芒孢堆黑粉菌
大油芒孢堆黑粉菌（学名：Sporisorium abramovianum）是属于黑粉菌目黑粉菌科孢堆黑粉菌属的一种真菌，寄生在大油芒上。该种分布于中国、日本、俄罗斯。